# 双洋站
双洋站，是南龙铁路上的车站，于2018年12月29日启用，由中国铁路南昌局集团有限公司管辖。

## 歷史
- 2018年12月29日启用。